# تراموا شورین
تراموا شورین (آلمانی: Straßenbahnnetz Schwerin) سیستم تراموا در شهر شورین، آلمان است.
این تراموا در سال ۱۸۸۱ با نیروی حرکتی اسب تأسیس و در سال ۱۹۰۸ برقی شده‌است، تراموا شورین دارای ۴ خط، ۳۸ ایستگاه و ۲۱ کیلومتر طول است.

## نگارخانه

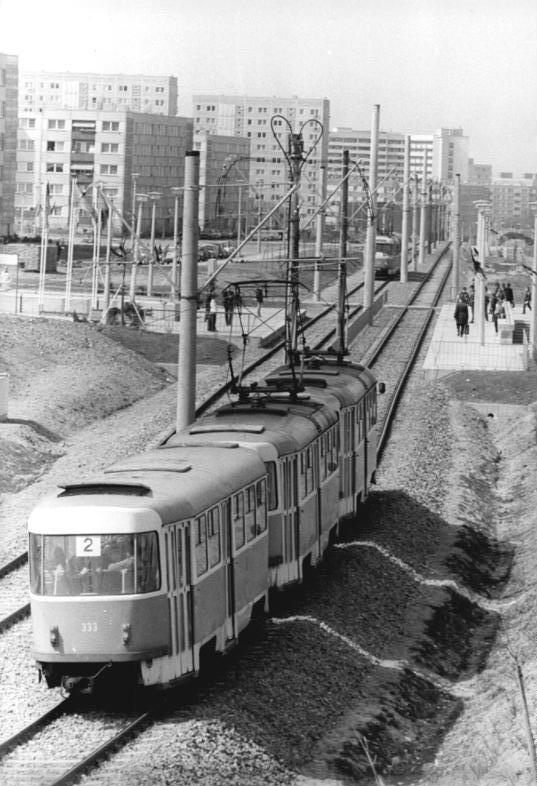
۱۹۸۴
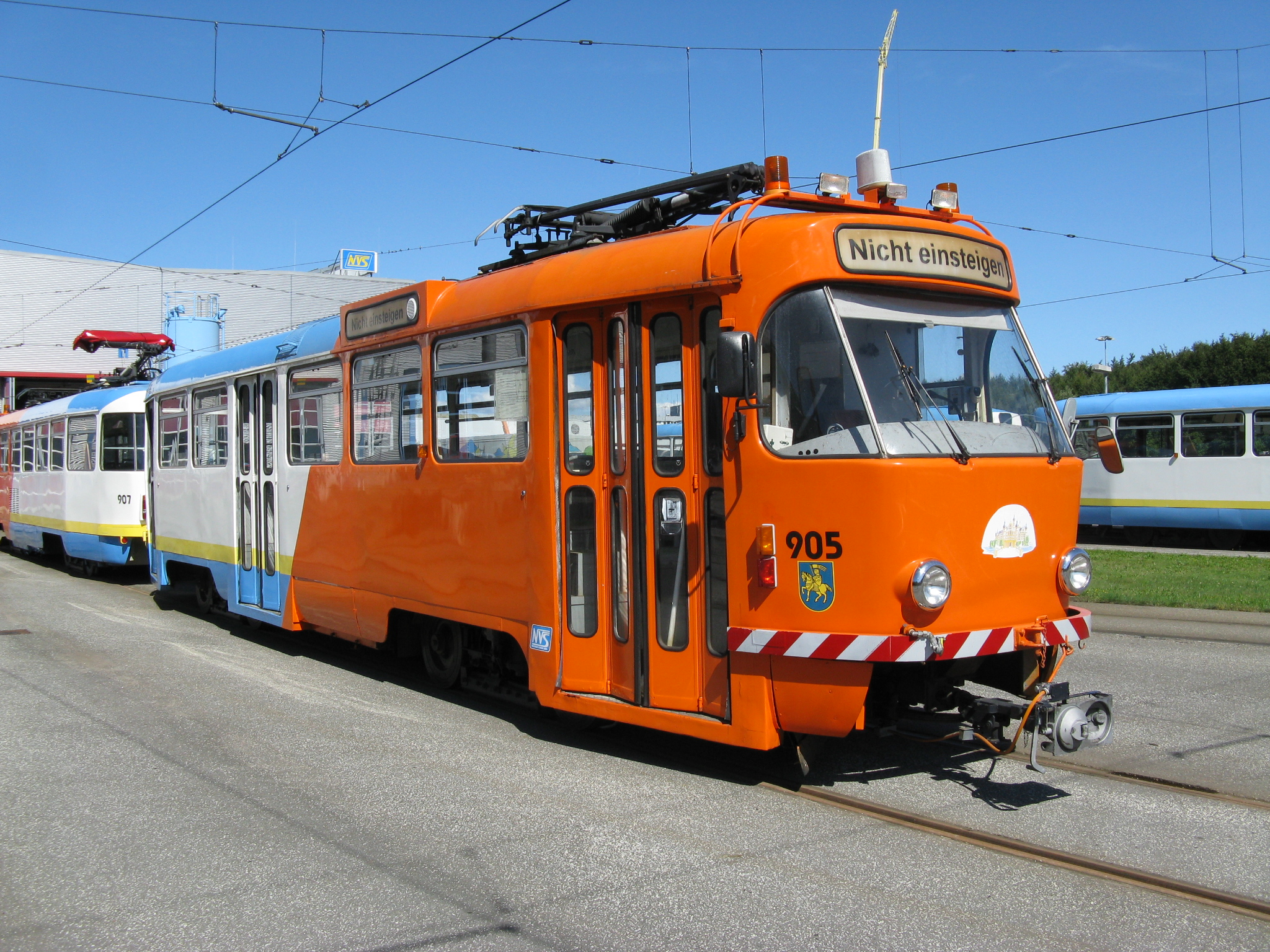
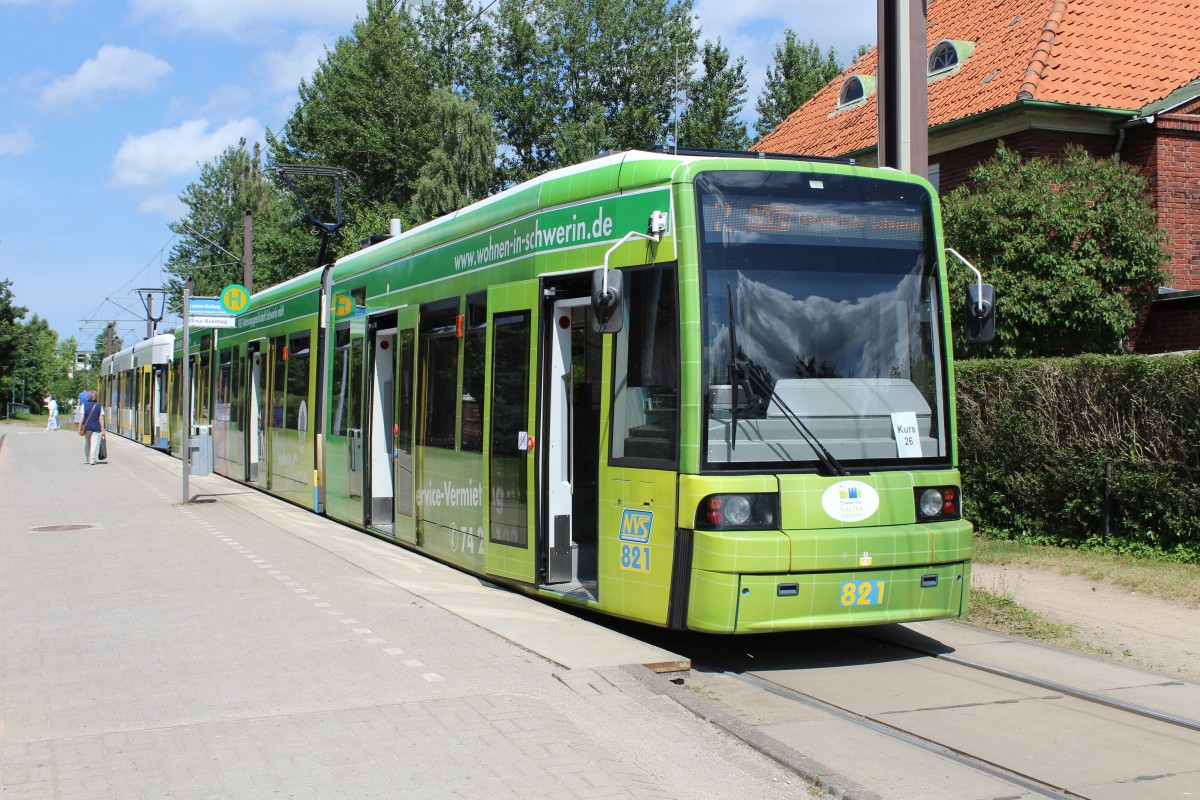
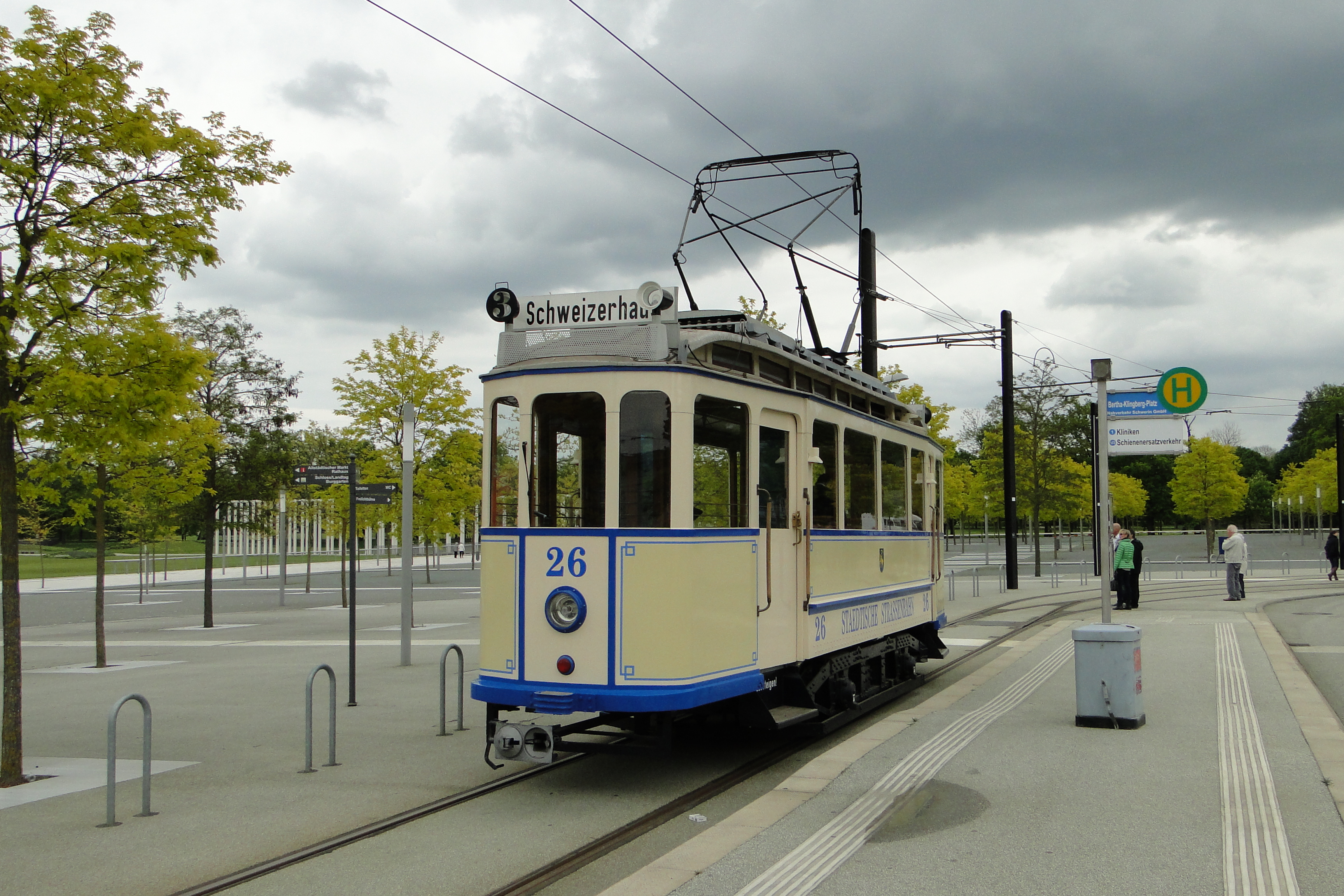